# کالهون (جورجیا)
کالهون، جورجیا (به انگلیسی: Calhoun, Georgia) یک شهر در ایالات متحده آمریکا با جمعیت ۱۵٬۶۵۰ نفر است که در جورجیا واقع شده‌است.

## موقعیت جغرافیایی
موقعیت جغرافیایی شهرها و مناطق اطراف به شرح زیر است: